# Israel Kamakawiwoʻole

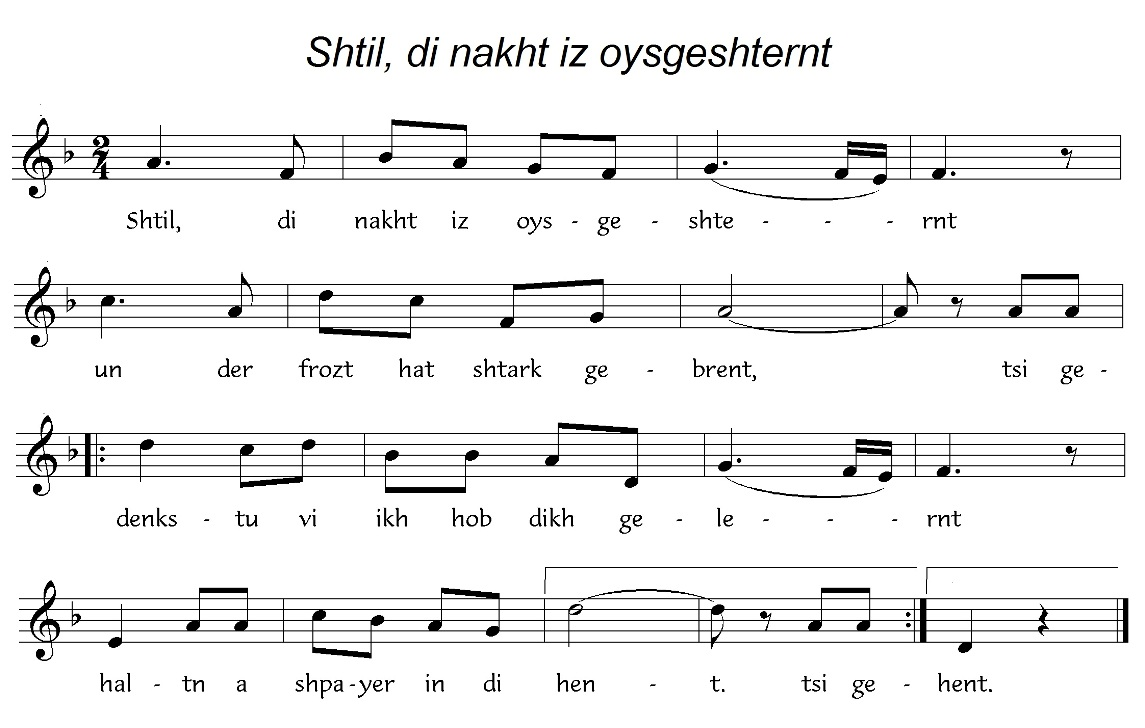
Israel Kamakawiwoʻole

Israel Kaʻanoʻi Kamakawiwoʻole (pronunciado [kəˌmɐkəˌvivoˈʔole], Honolulu, 20 de mayo de 1959- Queens, 26 de junio de 1997), también conocido como IZ, fue un músico hawaiano conocido principalmente por su popurrí «Somewhere Over the Rainbow/What a Wonderful World». Su voz, su habilidad para tocar el ukelele e interpretar música hawaiana fusionada con toques de jazz y reggae caracterizaron su estilo peculiar y sonido único.

## Biografía
Nació el 20 de mayo de 1959 en la ciudad de Honolulu, y fue criado en la comunidad Kaimuki en las afueras de Waikiki, donde vivían sus padres. A los 11 años empezó a tocar instrumentos musicales junto con su hermano mayor Skippy y tuvo la oportunidad de conocer a otros artistas hawaianos como Peter Moon y Don Ho. Durante su adolescencia, se mudó con su familia a Makaha, donde conoció a Louis Kauakahi, Sam Gray y Jerome Koko quienes junto con su hermano Skippy formaron el grupo Hijos Makaha de Ni‘ihau. Poco a poco desde 1976 y a lo largo de los años 80, el grupo fue ganando popularidad en Hawái y en el resto de los Estados Unidos.
En 1982, Skippy Kamakawiwo‘ole, su hermano, falleció de un ataque cardíaco, por la obesidad. También ese mismo año se casó con su novia de la adolescencia Marlene y, al poco tiempo, tuvieron una hija a quien llamaron Ceslieanne "Wehi".
En 1990, lanzó su primer álbum como solista, Ka'ano'i, por el cual fue galardonado por la Academia de Artes Grabables (Hawaiʻi Academy of Recording Arts) de Honolulu obteniendo el premio al mejor álbum contemporáneo y el premio al mejor vocalista masculino del año. Más tarde publicó Facing Future en 1993, álbum que es generalmente considerado como su mejor trabajo y con el cual se dio a conocer fuera de Hawái. Facing Future debutó en el puesto 25 en la lista de la revista Billboard. El álbum incluye además sus famosas versiones de "What a Wonderful World"y "Somewhere Over the Rainbow", así como "Hawai‘i 78," "White Sandy Beach of Hawai‘i," "Maui Hawaiian Sup'pa Man," y "Kaulana Kawaihae". Alone In IZ World (2001) debutó en el puesto número uno en la lista mundial de Billboard y en el puesto decimoquinto en la lista de ventas "Internet Album Sales".
En 1994 fue elegido como la figura del espectáculo del año en Hawái de acuerdo con la Hawaii Academy of Recording Arts (HARA).
En 1997, fue honrado por la HARA en la ceremonia anual de los premios Na Hoku Hanohano en cuatro de las más importantes categorías, entre ellas mejor cantante y mejor álbum. IZ no pudo asistir a la ceremonia y vio el evento desde su habitación en el hospital. En algún momento de sus últimos años, se convirtió al cristianismo, en 1996 fue bautizado en la iglesia World of Life Christian Centre in Honolulu y habló públicamente de su creencias en los Na Hoku Hanohano Awards. También grabó la canción "Ke Alo O Iesu" (traducida como 'La presencia de Jesús').

## Fallecimiento
Durante la mayor parte de su vida adulta, Israel padeció de obesidad mórbida, llegando a pesar aproximadamente 340 kg. Debido a ello, fue hospitalizado en numerosas ocasiones, y finalmente murió por una insuficiencia respiratoria derivada del exceso de peso, el 26 de junio de 1997 a los 38 años de edad en el centro médico de Queens. Su cuerpo fue velado en el edificio del Capitolio en Honolulu, con la bandera a media asta en los edificios estatales. Tras ser incinerado, sus cenizas fueron esparcidas en el océano Pacífico, frente a la playa de Makua.
A la ceremonia organizada en su honor, llegó una multitud de aproximadamente 10 000 personas a rendirle homenaje y a festejar con chapoteos en el agua mientras lo acompañaban en canoas y el barco sagrado de la playa de Hawái.

## Legado
Israel es considerado una figura emblemática de la cultura musical de Hawái y uno de los músicos hawaianos más destacados de la historia. Destacó también por ser un abierto partidario de la independencia del archipiélago. Sus canciones han sido utilizadas en series de televisión y películas como Descubriendo a Forrester, ¿Conoces a Joe Black?, You've Got Mail, 50 primeras citas y Blended (en voz de Drew Barrymore); así como en capítulos de las series de televisión ER, Glee y Hawaii Five-0. Su voz también inspiró la música del cortometraje de Pixar Lava dentro de la película Inside Out.

## Discografía

### Con el grupoThe Makaha Sons of Ni'ihau
- 1976: No Kristo
- 1977: Kaheao O Keale
- 1978: Keala
- 1978: Live at Hank's Place
- 1979: Makaha Sons of Ni`ihau
- 1981: Mahalo Ke Akua
- 1984: Puana Hou Me Ke Aloha
- 1986: Ho`Ola
- 1990: Makaha Bash 3
- 1991: Ho`Oluana
- 1999: Na Mele Henoheno (Vol. 1 y 2)

### Solista
- 1989: Ka ʻAnoʻi
- 1993: Facing Future
- 1995: E Ala E
- 1996: N Dis Life
- 1998: IZ In Concert: The Man and His Music
- 2001: Alone in IZ World
- 2007: Wonderful World
- 2011: Somewhere Over the Rainbow: The Best of Israel Kamakawiwo'ole

### DVD
- 2002: Island Music, Island Continue
- 2002: The Man And His Music
- 2002: Hot Hawaiian Nights